# Guy Peters
Guy Peters (6 oktober 1980) is een Nederlandse voormalig handbalspeler. Tijdens zijn spelerscarrière was hij actief in Nederland en België. Tevens was Peters ingezet bij interlands van Jong Oranje en het seniorenteam van Nederland.